# Jan Stahr
Jan Berthold Stahr (ur. 15 sierpnia 1888 w Tarnowie, zm. 22 czerwca 1951 w Poznaniu) – polski filolog klasyczny, filozof, znawca Pisma Świętego, wykładowca na Uniwersytecie Poznańskim.

## Życiorys
Do szkoły powszechnej i gimnazjum uczęszczał w Tarnowie. Maturę zdał w 1907. Studiował początkowo (1907-1908) na Uniwersytecie Wiedeńskim, a następnie na Jagiellońskim. Głównym przedmiotem nauki były: język grecki, filozofia ścisła, a także łacina. W latach 1912–1914 nauczał w prywatnym gimnazjum w Zaleszczykach, potem pełnił służbę wojskową w armii austro-węgierskiej. Po 1919 uczył w gimnazjach w Wilnie i Leżajsku. W 1921 zdał egzamin nauczycielski i przez następnych siedem lat uczył w gimnazjum w Rogoźnie. Następnie przeniósł się do Poznania i zatrudnił w I Liceum Ogólnokształcącym. W 1933 doktoryzował się na Uniwersytecie Poznańskim z filozofii. Lata okupacyjne (1939–1945) spędził w Burzynie koło Tuchowa, gdzie pracował na roli i trudnił się tajnym nauczaniem. Po wyparciu Niemców pracował do lipca 1945 w miejskim gimnazjum i liceum w Tuchowie. Powrócił następnie do Poznania, do pracy w I LO, gdzie wykładał do śmierci. W latach 1947–1948 wykładał też filozofię grecką na Uniwersytecie Poznańskim.
Był znawcą języków: greckiego, łaciny i hebrajskiego, a także filozofii greckiej, literatury starochrześcijańskiej, w tym Pisma Świętego i pism Ojców Kościoła.
Do jego głównych dzieł należały:
- tłumaczenie, wstęp i objaśnienia do Pamiętnika (Commonitorium) św. Wincentego z Lerynu (1928) i Listów św. Grzegorza z Nazjanzu (1933), wydanych pod redakcją Jana Sajdaka,
- Podstawa filozofii Platona (1929),
- O Sokratesie pięknym i młodym (1936),
- Dwaj świadkowie Apokalipsy (1950), rozprawa o św. Janie i Pawle.